# Семпіхув
Семпіхув (пол. Sępichów) — село в Польщі, у гміні Новий Корчин Буського повіту Свентокшиського воєводства.
Населення — 396 осіб (2011).
У 1975-1998 роках село належало до Келецького воєводства.

## Демографія
Демографічна структура на день 31 березня 2011 року:
|          | Загалом | Допрацездатний вік | Працездатний вік | Постпрацездатний вік |
| -------- | ------- | ------------------ | ---------------- | -------------------- |
| Чоловіки | 200     | 38                 | 137              | 25                   |
| Жінки    | 196     | 32                 | 113              | 51                   |
| Разом    | 396     | 70                 | 250              | 76                   |